# تانغ ليانغ (سياسي)
تانغ ليانغ (بالصينية: 唐亮) هو ثوري وسياسي صيني، ولد في 13 يونيو 1910 في Yonghe, Liuyang ‏ في الصين، وتوفي في 20 نوفمبر 1986 في بكين في الصين. نشط حزبياً في الحزب الشيوعي الصيني. وقد انتخب عضو مجلس الشعب الصيني ‏ خلال فترته النيابية.